# Faranah (prefektur)
Faranah är en prefektur i Guinea.   Den ligger i regionen med samma namn, i den centrala delen av landet, 300 km öster om huvudstaden Conakry. Antalet invånare är 166 594. Arean är 12 966 kvadratkilometer. Faranah gränsar till Dabola, Kouroussa, Kissidougou och Guéckédou. 
Följande samhällen finns i Faranah:
- Banian
- Tiro
- Kobikoro
- Faranah